# Ли, Лорел
Лорел Ли (англ. Laurel Lee; кит. упр. 李岑生, палл. Ли Цэньшэн; род. 10 декабря 1934, Пекин) — пловец из Китайской Республики. Участник летних Олимпийских игр 1960 года, двукратный бронзовый призёр летних Азиатских игр 1958 года.

## Биография
Лорел Ли родился 10 декабря 1934 года в китайском городе Пекин.
В 1958 году завоевал две бронзовых медали на летних Азиатских играх в Токио. В плавании на 100 метров брассом показал результат 1 минута 17,1 секунды. В эстафете 4х200 метров вольным стилем сборная Китайской Республики, за которую также выступали Линь Миньшань, Сунь Кэчунь и Као Чиахун, финишировала с результатом 9.39,0.
В 1960 году вошёл в состав сборной Китайской Республики на летних Олимпийских играх в Риме. На дистанции 200 метров брассом занял 30-е место, показав результат 2.52,8 и уступив 11,7 секунды худшему из попавших в полуфинал Джордже Перишичу из Югославии.